# Bezirksamt Eppingen

Lage der Bezirksämter in Baden im Jahr 1890

Das Bezirksamt Eppingen war von 1813 bis 1924 ein Verwaltungsbezirk mit Sitz in Eppingen in Baden. Die badischen Bezirksämter waren in ihrer Funktion und Größe vergleichbar mit einem Landkreis. Das Bezirksamt Eppingen wurde 1813 eingerichtet und bestand bis 1819 als Teil des Pfinz- und Enzkreises, von 1819 bis 1832 als Teil des Murg- und Pfinzkreises, ab 1832 als Teil des Mittelrheinkreises und ab 1864 als Teil des Kreises Heidelberg im Landeskommissärbezirk Mannheim, bevor es 1924 aufgelöst wurde (siehe Verwaltungsgliederung Badens).

## Geschichte

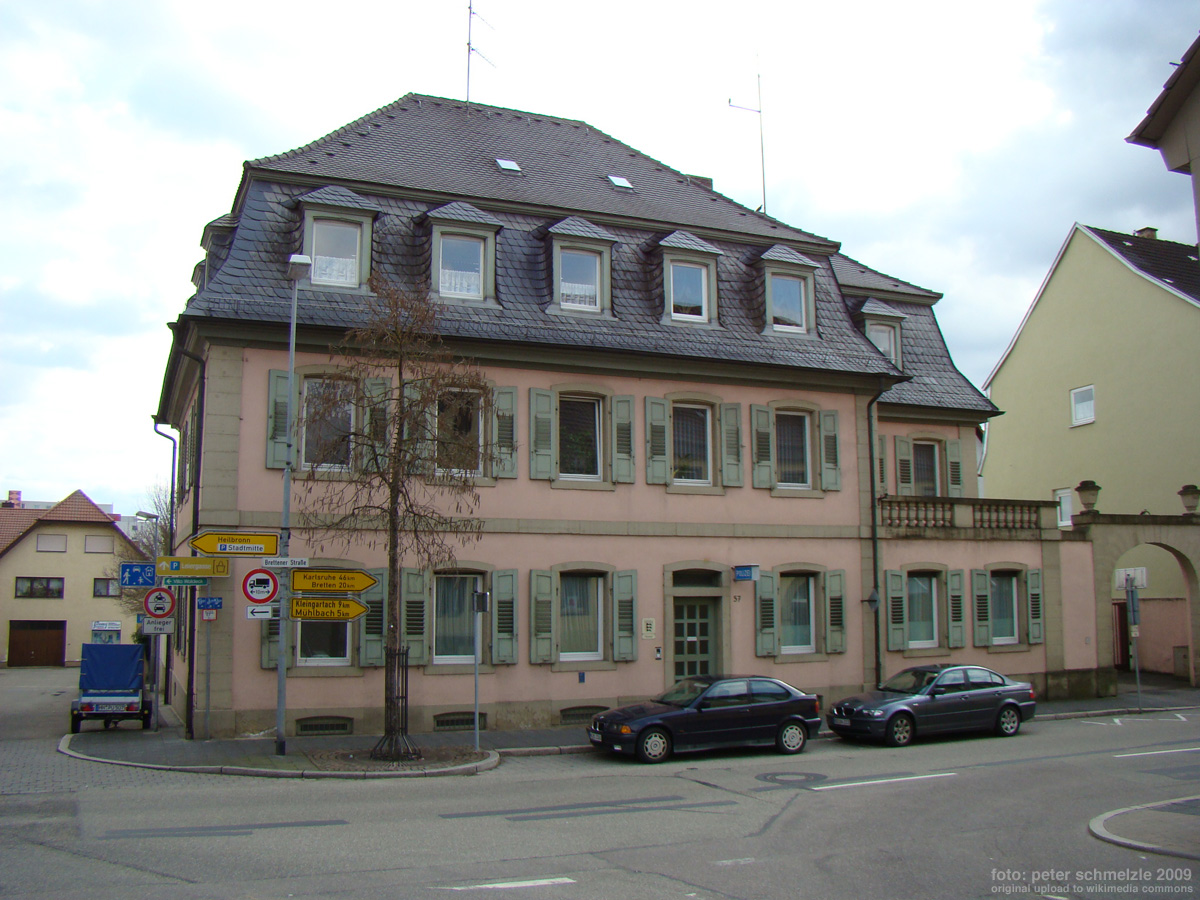
Das ehemalige Amtshaus in Eppingen, heute Polizeirevier

Nach Auflösung der Kurpfalz im Zuge des Reichsdeputationshauptschlusses kam die Stadt Eppingen 1803 zur Markgrafschaft Baden. Gemäß dem 6. Organisationsedikt zur Verwaltungsorganisation vom 9. März 1803 blieb die Stadt zunächst beim ehemals kurpfälzischen Oberamt Bretten, bevor das im Jahre 1807 neugebildete Stabsamt Eppingen die Stadt sowie die benachbarte Ortschaft Mühlbach aus diesem Verband herauslöste. Ende 1809 war eine Umbildung verschiedener Ämter (Bretten, Gochsheim) geplant, mit der Eppingen zu Bretten kommen sollte. Doch 1810 wurde dann anstelle des aufgelösten Amtes Gochsheim das Amt Eppingen geschaffen, das am 24. Juli 1813 als Bezirksamt Eppingen zu einem von insgesamt zehn Ämtern des Pfinz- und Enzkreises wurde. Vom Amt Bretten kamen die Orte Eppingen und Mühlbach zum Amtsbezirk. Vom aufgelösten Amt Gochsheim, wo das neue Bezirksamt noch bis zum 6. Juni 1814 seinen Sitz hatte, kamen die Orte Rohrbach am Gießhübel, Eichelberg und Landshausen. Aus dem Neckarkreis wurden Gemmingen, Berwangen, Stebbach, der Gutshof Streichenberg, Adelshofen, Ittlingen und Dammhof zugewiesen. Vom Amt Sinsheim kam Schluchtern. Außerdem wurde dem Bezirksamt das Justizamt Hilsbach (mit den Orten: Hilsbach, Elsenz, Reihen und Richen) zugeschlagen. Im Dezember 1813 kamen auch Tiefenbach und Sulzfeld mit der Ravensburg zum Bezirksamt Eppingen, während das zum früheren Amt Hilsbach gehörige Reihen vom Bezirksamt Eppingen an das aus dem standesherrlich-leiningenschen Justizamt Sinsheim hervorgegangene Bezirksamt Sinsheim abgetreten wurde.
Die Einrichtung des Bezirksamts wirkte sich für Eppingen sehr förderlich aus, da die Stadt dadurch an Bedeutung für das Umland gewann. Amtshaus wurde die von der Stadt 1814 erworbene Villa des Stadtschultheißen Konrad Erckenbrecht in der Brettener Straße 57. Verschiedene Amtseinrichtungen erhielten ihren Sitz in Eppingen, so das anfänglich im Pfeifferturm eingerichtete Amtsgefängnis. Das Amtsgericht Eppingen entstand 1857, als die Rechtsprechung in erster Instanz aus den Bezirksämtern ausgegliedert wurde und die Amtsgerichte in Baden geschaffen wurden. Auch die Errichtung von Gewerbeschule und Krankenhaus geht auf die Funktion Eppingens als Amtssitz zurück.
1840 wurde die Standesherrschaft Leiningen in ihren Rechten gestärkt, was eine Trennung zwischen landes- und standesherrlichen Orten nötig machte. Damit fielen Elsenz, Hilsbach, Richen und Schluchtern an das großherzoglich fürstlich leiningensche Amt Sinsheim; Schluchtern kehrte aber bereits 1841 zum Bezirksamt Eppingen zurück. Als die standesherrlichen Ämter endgültig aufgehoben wurden, kam Hilsbach 1849 zum Bezirksamt Sinsheim, während Richen (1849) und Elsenz (1850) zurück an das Amt Eppingen fielen.
Das Bezirksamt Eppingen gehörte bis 1832 zum Pfinz- und Enzkreis (ab 1819 als Murg- und Pfinzkreis bezeichnet), nach der Neueinteilung der Kreise von 1832 bis 1864 zum Mittelrheinkreis. Seit 1864 gehörte es im Landeskommissariatsbezirk Mannheim zum Kreis Heidelberg.
Zum 1. April 1924 wurde das Bezirksamt Eppingen durch eine Verordnung des badischen Innenministeriums aufgehoben. Die Gemeinden Eichelberg, Elsenz, Landshausen und Tiefenbach kamen zum Bezirksamt Bruchsal, die Gemeinden Mühlbach und Sulzfeld zum Bezirksamt Bretten, die übrigen zum Bezirksamt Sinsheim.

## Amtsvorstände
- 1814–1824: Amtmann Johann Peter Wilckens
- 1824−1824: Polizeiamtmann Wilhelm Thilo
- 1827–1844: Oberamtmann Anton Ortallo
- 1844–1849: Amtmann Karl Danner
- 1849–1859: Oberamtmann Demeter Messmer
- 1859–1861: Amtmann Franz Ludwig Stösser
- 1862–1866: Oberamtmann Wilhelm Ludwig Friedrich Lang
- 1866–1872: Oberamtmann Friedrich Leutz
- 1873–1875: Amtmann Hermann Baumüller
- 187500000: Oberamtmann Georg Pfeiffer
- 1875–1876: Amtmann Julius Lacher
- 1876–1883: Oberamtmann August Brecht
- 1883–1889: Amtmann Karl Deitigsmann
- 1889–1890: Oberamtmann Edwin Saur
- 1890–1892: Oberamtmann Wilhelm Lamey
- 1892–1896: Oberamtmann Franz Keim
- 1896–1902: Oberamtmann Adolf von Boeckh
- 1902–1908: Oberamtmann Eugen Dillmann
- 1909–1912: Oberamtmann Albert Jung
- 1912–1917: Oberamtmann Joseph Roth
- 1917−1917: Oberamtmann Julius Döpfner als Dienstverweser
- 1917–1918: Amtmann Hermann Münch als Dienstverweser
- 1918–1924: Oberamtmann Waldemar Gädecke